# Pas Khowrī
Pas Khowrī (persiska: پس خوری) är en ort i Iran.   Den ligger i provinsen Khorasan, i den nordöstra delen av landet, 800 km öster om huvudstaden Teheran. Pas Khowrī ligger 974 meter över havet och antalet invånare är 161.
Terrängen runt Pas Khowrī är lite kuperad, och sluttar norrut.Runt Pas Khowrī är det ganska tätbefolkat, med 185 invånare per kvadratkilometer. Närmaste större samhälle är Kalāteh Menār, 11,6 km väster om Pas Khowrī. Omgivningarna runt Pas Khowrī är i huvudsak ett öppet busklandskap.